# Бзовицькі пагорби
Бзовицькі пагорби (Bzovícka pahorkatina) — гірський масив в Словаччині; геоморфологічна підодиниця масиву Крупінська полонина. Середні висоти — 170 метрів.. Місце розташування — Банськобистрицький край і Нітранський край.